# 녹색비둘기
녹색비둘기는 비둘기목 비둘기과의 새이다. 그것은 중국, 일본, 대한민국 등지에서 발견된다. 녹색비둘기의 서식지는 온대 숲이다.
그 비둘기는 바닷물을 마시는 습성이 있는 것으로 알려져있다.
녹색 비둘기의 몸길이는 33cm이다.